# Rivula lecana
Rivula lecana là một loài bướm đêm trong họ Erebidae.